# کریس دورسی
کریس دورسی (به انگلیسی: Kerris Dorsey) (زاده   ۹ ژانویهٔ ۱۹۹۸) بازیگرآمریکایی است.
از فیلم‌های معروف او می‌توان به بازی در فیلم الکساندر و روز وحشتناک اشاره کرد.